# Jacques Gilard
Jacques Gilard (* 8. März 1943 in Launac; † 2008) war ein französischer Lateinamerikanist.
Gilard spezialisierte sich auf karibische Literatur, besonders auf das Werk von Gabriel García Márquez. Er war Professor an der Universität Toulouse, Direktor des dortigen Institut Pluridisciplinaire pour les Études sur les Amériques (IPEALT) und der Zeitschriften Caravelle und Ordinaire Latino-américain. In seinen letzten Jahren arbeitete er an der Herausgabe kolumbianischer Autoren wie Álvaro Cepeda Samudio und Marvel Moreno, über deren Werk er Kongresse organisierte. Er befasste sich zudem mit Volkskultur und oralen Traditionen Hispanoamerikas und dessen Zusammenhang mit der spanischen Romanze.